# ماهان بغدادی
ماهان بغدادی (متولد ۱۳ اسفند ۱۳۷۳ در تهران) بازیکن فوتبال ایرانی-سوئدی است که برای تیم ستاد شهدا آجا در لیگ تهران بازی می‌کرد و سابقه بازی در تیم ملی فوتبال زیر ۱۷ سال ایران را دارد. پست وی مهاجم است و در سال ۲۰۱۴ توسط علی دوستی‌مهر به تیم ملی فوتبال زیر ۱۷ سال ایران دعوت شد و در مسابقات بین‌المللی گرانَتکین برای این تیم بازی کرد.
او در سال ۱۹۹۵ در تهران به دنیا آمد و سپس در سال ۲۰۰۰ به همراه خانواده‌اش به استکهلم مهاجرت کرد. او دو سال پیاپی بهترین گلزن لیگ نو نهالان سوئد بود و سپس با به ثمر رساندن ۳۰ گل و ۸ پاس گل در لیگ جوانان سوئد درخشش خود را آغاز کرد.
وی علاقه زیادی به باشگاه فوتبال استقلال تهران دارد و پیش از شروع چهاردمین دوره لیگ برتر فوتبال ایران در تمرینات این تیم حاضر شد ولی نتوانست مورد تأیید امیر قلعه نویی (سرمربی وقت استقلال) قرار بگیرد.
پدر او از عکاسان قدیمی ورزش است.